# Celsiella revocata
Celsiella revocata es una especie de anfibio anuro de la familia Centrolenidae.

## Distribución
Es endémica del Venezuela, encontrándose en la vertiente sur de la parte central de la Cordillera de la Costa, al norte del país. Habita entre los 1200 y 1800 m de altitud.

## Conservación
La principal amenaza es la pérdida de hábitat, debido a la agricultura, ganadería, explotación forestal y proliferación de asentamientos humanos. Además, la contaminación agrícola también está teniendo un impacto en su población.